# Þ

Þ, þ는 아이슬란드어에서 사용되는 문자이다. 아이슬란드어 알파벳의 30번째 문자이며 무성 치 마찰음([θ])을 낸다.
고대 영어 표기에도 쓰였다. 이 글자는 해당 발음을 나타내는 앵글로색슨 룬 문자(ᚦ,쏜)에서 따왔다.

## 기타
- 그리스 문자 쇼(Ϸ)와 모양이 매우 비슷하다.
- 맨 끝 글자로 쓰이는 경우는 전혀 없다.
- 일부 예외를 제외하고는 반드시 맨 앞 글자로 쓰인다.

## 같이 보기
- Ϸ
- Ȝ
- Ƿ
- Ð